# Cathal Dunne
Cathal Dunne später auch Cahal Dunne (* 1953 in Cork) ist ein irischer Schlagersänger.

## Leben und Wirken
Nach einem Musikstudium in Cork nahm er erfolgreich an diversen Liederfestivals teil. So gewann er 1974 den Castlebar Song Contest und durfte 1976 in Tokyo beim Yamaha Music Festival für Irland antreten. Als Gewinner der irischen Vorauswahl durfte er mit seiner Eigenkomposition Happy Man beim Eurovision Song Contest 1979 in Jerusalem auftreten. Er erreichte dort den fünften Platz. 
1983 zog er in die Vereinigten Staaten, nachdem er vorher einige Konzerte dort gegeben hatte. Er ist als Sänger aktiv und lebt in Pittsburgh. 